# Baía da Ilha Grande
Baía da Ilha Grande is een van de 18 microregio's van de Braziliaanse deelstaat Rio de Janeiro. Zij ligt in de mesoregio Sul Fluminense en grenst aan de microregio's Itaguaí, Vale do Paraíba Fluminense, Bananal (SP), Paraibuna e Paraitinga (SP) en Caraguatatuba (SP). De microregio heeft een oppervlakte van ca. 1.729 km². In 2006 werd het inwoneraantal geschat op 177.832.
Twee gemeenten behoren tot deze microregio:
- Angra dos Reis
- Paraty

Mesoregio's: Baixadas Litorâneas · Centro Fluminense · Metropolitana do Rio de Janeiro · Noroeste Fluminense · Norte Fluminense · Sul Fluminense

Microregio's: Bacia de São João · Baía da Ilha Grande · Barra do Piraí · Campos dos Goytacazes · Cantagalo-Cordeiro · Itaguaí · Itaperuna · Lagos · Macacu-Caceribu · Macaé · Nova Friburgo · Rio de Janeiro · Santa Maria Madalena · Santo Antônio de Pádua · Serrana · Três Rios · Vale do Paraíba Fluminense · Vassouras